# Halowe Mistrzostwa Finlandii w Lekkoatletyce 2011
Halowe Mistrzostwa Finlandii w Lekkoatletyce 2011 – halowe zawody lekkoatletyczne, które odbyły się 19 i 20 lutego w Helsinkach.

## Rezultaty
| NR – rekord kraju \| NJR - rekord kraju juniorów \| SB – najlepszy wynik w sezonie halowym \| PB – rekord życiowy |

### Mężczyźni
| Konkurencja:              | 1. miejsce        | Rezultat    | 2. miejsce        | Rezultat    | 3. miejsce         | Rezultat    |
| Bieg na 60 m              | Jonathan Åstrand  | 6,78 PB     | Jarkko Ruostekivi | 6,78        | Visa Hongisto      | 6,82        |
| Bieg na 200 m             | Hannu Ali-Huokuna | 22,16 PB    | Mikko Laiho       | 22,28 PB    | Mika Ketola        | 22,56       |
| Bieg na 400 m             | Petteri Monni     | 49,81       | Oskari Mörö       | 49,83       | Aki Henttonen      | 50,39       |
| Bieg na 800 m             | Rami Oravakangas  | 1:51,84     | Tommy Granlund    | 1:51,96     | Panu Jantunen      | 1:54,78 SB  |
| Bieg na 1500 m            | Jonas Hamm        | 3:50,80     | Miro Laurila      | 3:50,81 PB  | Tommy Granlund     | 3:51,23 SB  |
| Bieg na 3000 m            | Miro Laurila      | 8:14,04 PB  | Jussi Utriainen   | 8:23,90     | Rami Tuokko        | 8:26,35 PB  |
| Bieg na 60 m przez płotki | Joona-Ville Heinä | 7,88        | Juha Sonck        | 7,93        | Antti Korkealaakso | 7,94 PB     |
| Chód na 5000 m            | Heikki Kukkonen   | 20:09,40 PB | Aleksi Ojala      | 22:05,85 PB | Timo Viljanen      | 22:13,70 PB |
| Skok wzwyż                | Jussi Viita       | 2,20        | Niko Kyyhkynen    | 2,12 SB     | Mauri Kaattari     | 2,09 SB     |
| Skok o tyczce             | Jere Bergius      | 5,40        | Eemeli Salomäki   | 5,30        | Vesa Rantanen      | 5,30 SB     |
| Skok w dal                | Otto Kilpi        | 7,73 =PB    | Petteri Lax       | 7,49        | Eero Haapala       | 7,43 PB     |
| Trójskok                  | Aleksi Tammentie  | 15,72       | Ville Mylläri     | 15,25 SB    | Janne Harju        | 15,24 SB    |
| Pchnięcie kulą            | Tomas Söderlund   | 18,11 PB    | Henri Pakisjärvi  | 17,63       | Mikko Viitamaa     | 17,47 SB    |

### Kobiety
| Konkurencja:              | 1. miejsce       | Rezultat     | 2. miejsce         | Rezultat    | 3. miejsce           | Rezultat    |
| Bieg na 60 m              | Milja Thureson   | 7,58 PB      | Jenna Jokela       | 7,60        | Jasmin Showlah       | 7,61        |
| Bieg na 200 m             | Ella Räsänen     | 24,13 NJR PB | Sari Keskitalo     | 24,29 SB    | Minna Laukka         | 24,82       |
| Bieg na 400 m             | Anniina Laitinen | 56,30        | Jenniina Halkoaho  | 56,32 SB    | Jenni Kivioja        | 58,12 PB    |
| Bieg na 800 m             | Suvi Selvenius   | 2:07,61      | Kaisa Tyni         | 2:11,83 SB  | Zenitha Eriksson     | 2:14,28     |
| Bieg na 1500 m            | Karin Storbacka  | 4:29,63 PB   | Heidi Eriksson     | 4:30,61     | Suvi Selvenius       | 4:30,80 PB  |
| Bieg na 3000 m            | Sandra Eriksson  | 9:17,81      | Heidi Eriksson     | 9:20,78 PB  | Johanna Lehtinen     | 9:21,12 SB  |
| Bieg na 60 m przez płotki | Ida Aidanpää     | 8,37 PB      | Nooralotta Neziri  | 8,48        | Jonna Berghem        | 8,49 PB     |
| Chód na 3000 m            | Anne Halkivaha   | 13:35,90 PB  | Henrika Parviainen | 14:11,63 PB | Mikaela Löfbacka     | 14:15,96 PB |
| Skok wzwyż                | Laura Rautanen   | 1,79         | Tilda Hämäläinen   | 1,76        | Elina Smolander      | 1,76        |
| Skok o tyczce             | Minna Nikkanen   | 4,36 NR      | Tiina Taavitsainen | 3,90        | Jatta Salmela        | 3,80        |
| Skok w dal                | Elina Torro      | 5,97 SB      | Noora Pesola       | 5,96        | Elina Kostiainen     | 5,89 PB     |
| Trójskok                  | Elina Torro      | 13,38 SB     | Kristiina Mäkelä   | 13,06       | Sanna Nygård         | 12,59       |
| Pchnięcie kulą            | Katja Kantanen   | 14,68        | Niina Kelo         | 14,60 SB    | Hennariikka Järvinen | 14,34 SB    |